# Principaux Monuments de la France
Les Principaux Monuments de la France est une série du peintre de ruines Hubert Robert constituée  de quatre tableaux des vestiges de la Gaule destinée à décorer un salon au château de Fontainebleau

## Histoire
La série complète commandée en 1786 et réalisée pour le Salon de 1787, n'a jamais été mise en place dans le lieu prévu (seul  Le Pont du Gard occupa un temps l'emplacement prévu).

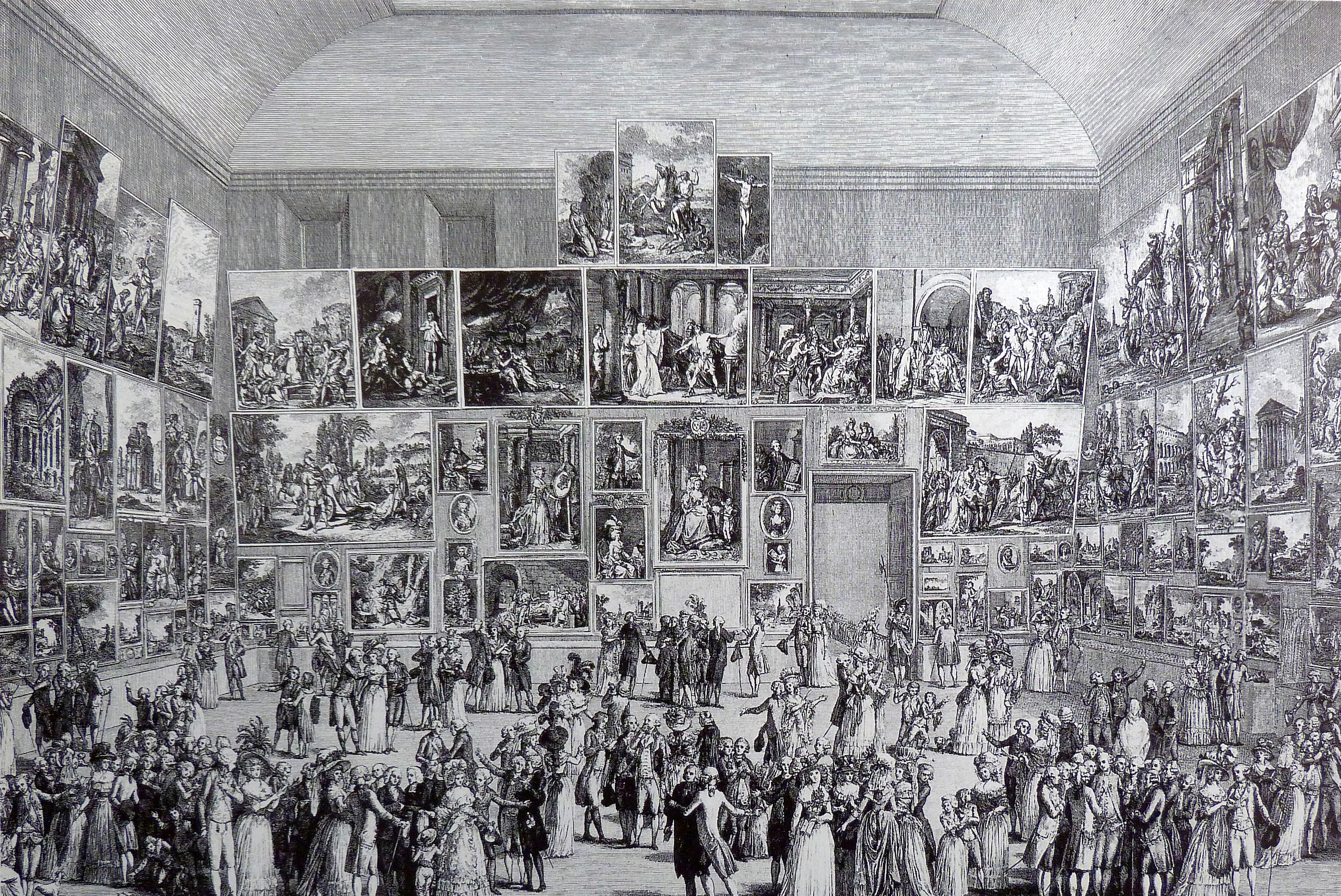
Accrochage au salon de 1787.

Les tableaux rassemblés sont conservés au musée du Louvre depuis 1822 à la suite du legs de la veuve du peintre des trois jamais installés à Fontainebleau.

## Sujets
- Intérieur du Temple de Diane à Nîmes (1786), peinture à l'huile sur toile de 242 × 242 cm
Sujet représenté : le temple de Diane de Nîmes (en fait une bibliothèque antique), sujet répété chez Hubert Robert certaines vues étant imaginaires (comme celle de 1771).
- L'Arc de triomphe et le Théâtre d'Orange (1786), peinture à l'huile sur toile de 242 × 242 cm
Sujets représentés : L'Arc de triomphe et le théâtre antique d'Orange (Vaucluse) et l'Arc de triomphe à droite et le Mausolée de Glanum  à gauche,  tous deux « Antiques » de Saint-Rémy-de-Provence.
- La Maison Carrée, les Arènes et la Tour Magne à Nîmes (1786), peinture à l'huile sur toile de  243 × 244 cm
La Maison Carrée, les Arènes et la Tour Magne à Nîmes.
- Le Pont du Gard (1786), peinture à l'huile sur toile de 242 × 242 cm.
Sujet représenté : le Pont du Gard

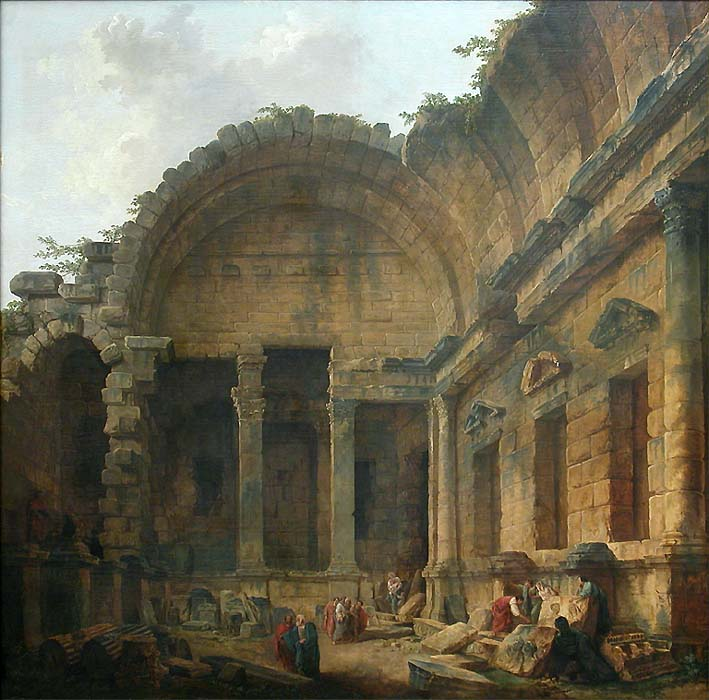
Intérieur du Temple de Diane à Nîmes (1786).
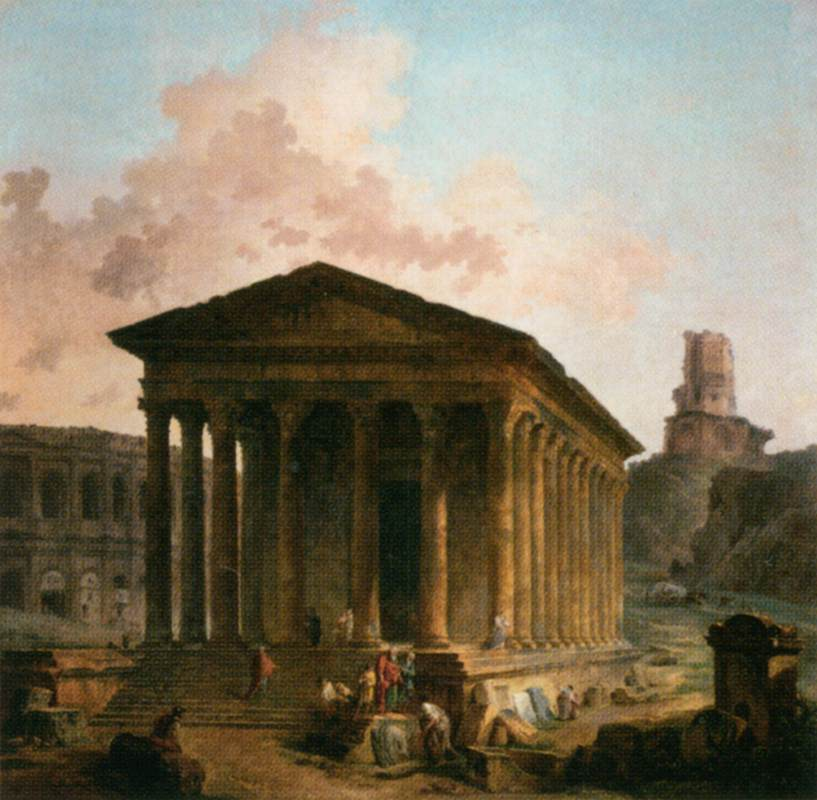
La Maison Carrée, les Arènes et la Tour Magne à Nîmes (1787).
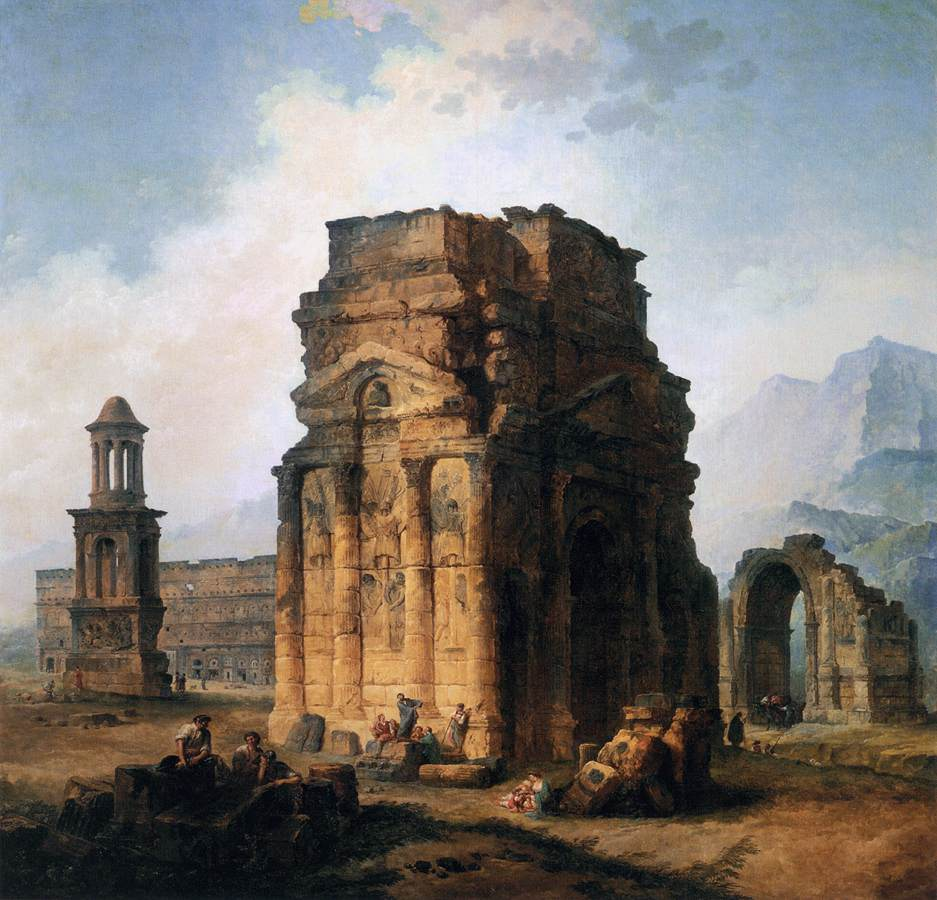
L'Arc de triomphe et le Théâtre d'Orange (1786)
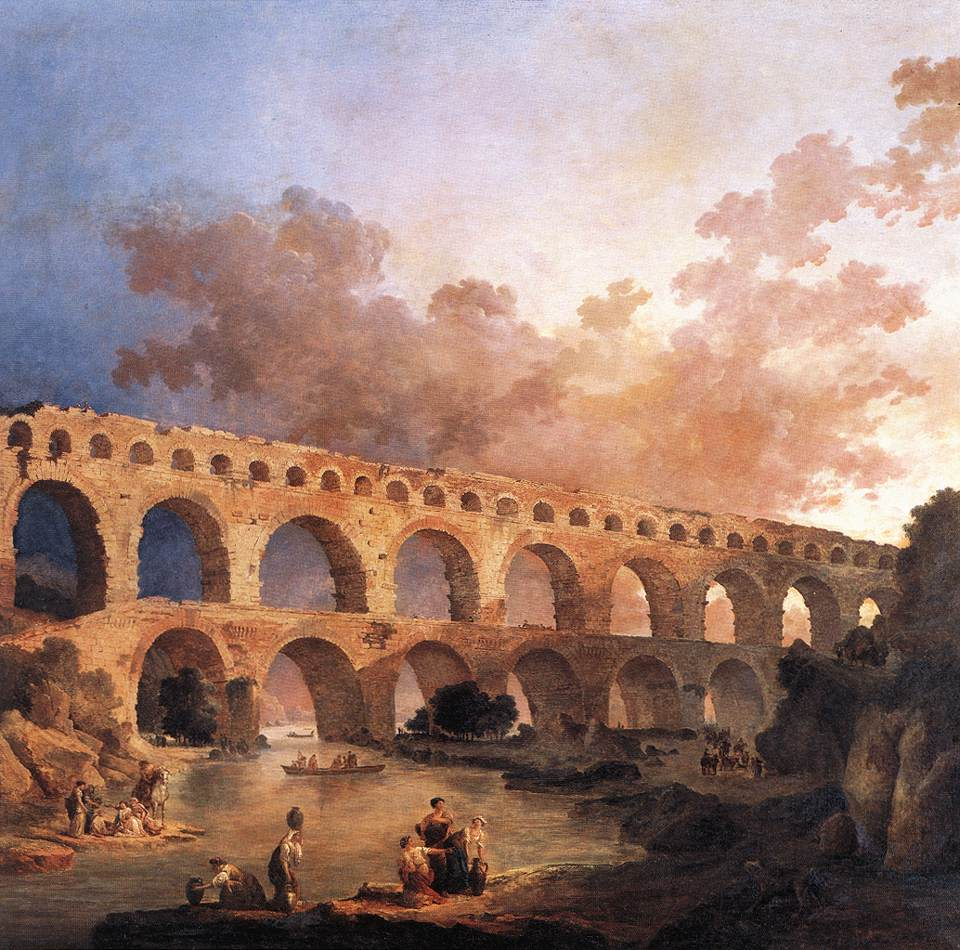
Le Pont du Gard (1786).